# Villa del Cupolino

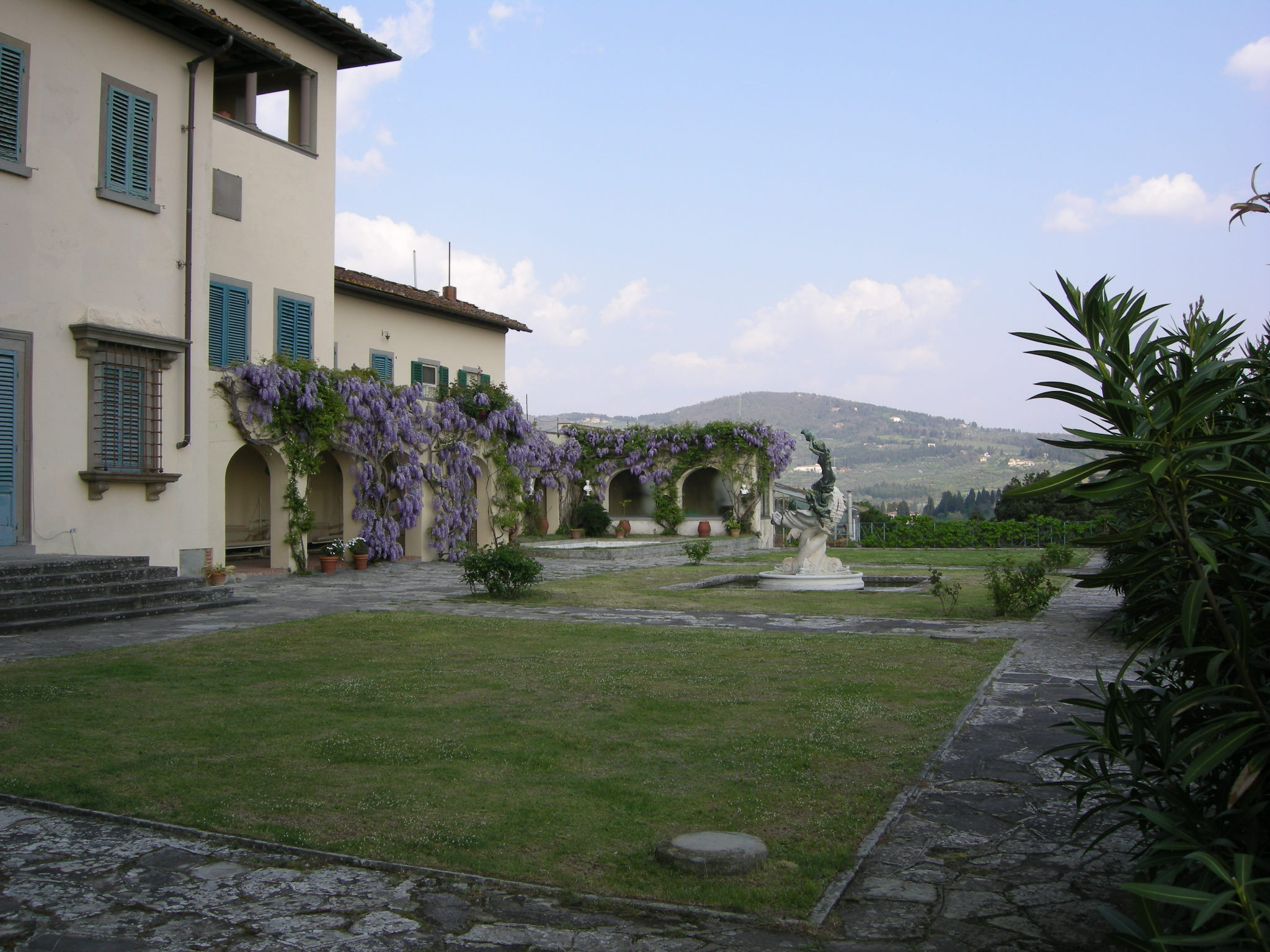
Terrazza sul lato sud

Villa del Cupolino (o il Cupolino o villa Gattai) si trova a Firenze, in via Bolognese Vecchia 224.

## Storia
La villa si trova in una posizione altamente panoramica in prossimità del monte Rinaldi. Anticamente si trattava di un podere agricolo e nel 1467, secondo i dati del primo catasto, apparteneva a Giovanni di Ser Matteo di Ser Mainardo, che lo passò alla figlia Lucia come dote per lo sposo Giovanni di Ser Andrea Capponi. Nel 1534 ne venne in possesso un'altra famiglia, i Frescobaldi e poi, per via matrimoniale, ai Compagni. Nel 1607 era proprietario Baldo di Piero di Salvatore e nel 1647 Agnola Ardinghelli, sposata a Jacopo Forzoni, il quale decise di vendere la villa ai Frati Eremiti di Camaldoli. Può darsi che fosse in progetto la costruzione di un ospizio-romitorio sulla sommità del monte, ma nel 1653 i frati vendettero la proprietà ai Francesco Donati di Bergamo, dopo i quali ci furono altri numerosi passaggi di proprietà. 
Il nome della villa deriva dal "cupolino" di un piccolo edificio ubicato in cima al monte e già appartenente alla famiglia Tassi. 
La villa è stata acquistata nel 1951 ed usata prima come residenza privata e poi come struttura ricettiva, al pari della vicina villa Le Rondini dalla famiglia Reali.
Dal 2012 al 2016 la villa è stata profondamente ristrutturata tornando ad antico splendore dall'architetto James Cavagnari.

## Architettura
Si accede alla villa, circondata su tre lati dal parco, tramite un lungo viale di cipressi e il fronte principale è affacciato su un giardino con siepi geometriche bordate di bosso, dal quale si gode un panorama su Firenze. 
Il complesso è composto da più corpi di fabbrica di varie epoche, ma l'aspetto generale risente soprattutto del radicale restauro compituo a metà del XIX secolo. Tra gli elementi antichi sopravvivono comunque i portali esterni, le finestre inginocchiate e alcune bozze di pietra lisce.